# Pozoamargo (kommunhuvudort)
Pozoamargo är en kommunhuvudort i Spanien.   Den ligger i provinsen Provincia de Cuenca och regionen Kastilien-La Mancha, i den centrala delen av landet, 170 km sydost om huvudstaden Madrid. Pozoamargo ligger 751 meter över havet och antalet invånare är 351.
Terrängen runt Pozoamargo är huvudsakligen platt, men norrut är den kuperad. Runt Pozoamargo är det glesbefolkat, med 17 invånare per kvadratkilometer. Närmaste större samhälle är La Roda, 17,9 km söder om Pozoamargo. Trakten runt Pozoamargo består till största delen av jordbruksmark.